# Kort grensverkeer
Kort grensverkeer is een benaming voor treinreizigers die op Nederlandse grensstations kaartjes kunnen kopen naar naburige plaatsen in Duitsland en België. Een goed voorbeeld hiervan is het traject Arnhem - Emmerik v.v. Reizigers kunnen op station Arnhem Centraal een kaartje kopen naar Emmerik; de prijscategorie werd tot in de jaren negentig ook 'kort grensverkeer' genoemd.

## Geschiedenis van het kort grensverkeer tussen Arnhem en Emmerik

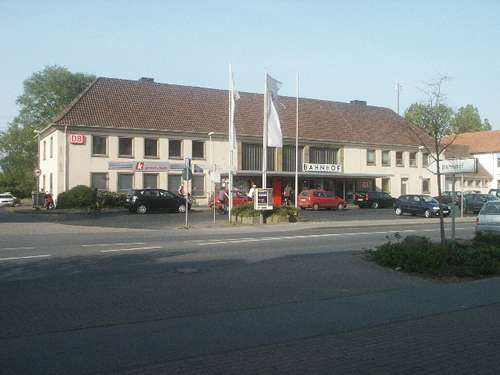
Station Emmerik, 2007

Er reden dagelijks verscheidene internationale treinen die allemaal in Emmerik stopten. Op het station van Emmerik bleven de doorgaande treinen ongeveer tien tot vijftien minuten stilstaan omdat er van locomotief gewisseld moest worden vanwege de verschillende spanning op de Nederlandse en Duitse bovenleiding. Sinds 2007 stoppen er, behalve de nachttrein, geen internationale treinen meer in Emmerik. Op het traject Amsterdam-Arnhem-Keulen worden nu ICE-treinstellen ingezet, die onder beide bovenleidingsspanningen kunnen rijden. Een locomotiefwissel is voor deze treinen dus niet meer nodig, en de stop in Emmerik is daarom niet meer technisch noodzakelijk en kwam te vervallen omdat deze stop bedrijfseconomisch niet te rechtvaardigen is. De nachttrein - inmiddels opgeheven - stopte tussen 13 december 2015 en 9 december 2016 niet meer in Emmerich. Daarvoor was deze sowieso niet toegankelijk voor reizigers van/naar Nederland.

### Kaartjes, kortingen en toeslagbiljetten
Kaartjes konden bijvoorbeeld worden gekocht aan het "loket internationaal" in Arnhem, hier waren ze het goedkoopst. Kaartjes die werden gekocht in Emmerik, waren veelal iets duurder. Dit was onder andere afhankelijk van het al dan niet geldig zijn van kortingskaarten en de omrekenkoers van de Duitse mark. De geldigheid van de internationale retourbiljetten was begin jaren 90 nog drie maanden, later werd de geldigheidsduur tot twee maanden beperkt. Vanaf het midden van de jaren 90, met de komst van de Eurocity, moest er een aparte toeslag betaald worden. Deze toeslag van ongeveer drie gulden of mark stond op het reisbiljet zelf of op een afzonderlijk biljet vermeld.

### Praktijk van de controles
De kaartjes werden op het traject door Nederlandse of Duitse conducteurs gecontroleerd. De praktijk was dat de reisbiljetten lang niet iedere keer 'geknipt' werden (daar was het traject te kort voor en de trein te lang). Reizigers konden daardoor, vanwege de lange geldigheid, op een 'ongeknipt' retourbiljet soms meermalen heen en weer reizen. Dit betekent enerzijds dat de directies van de Duitse en Nederlandse spoorwegen ondanks tellingen en enquêtes geen goed zicht hadden op het werkelijke belang van de dienstverlening voor de regionale reizigers en anderzijds ook dat deze korte grensoverschrijdende trajecten onrendabel leken te zijn.
Naast de kaartcontroles door Nederlandse en/of Duitse conducteurs werden er paspoortcontroles uitgevoerd door de Koninklijke Marechaussee en de Duitse Bundesgrenzschutz (nu: Bundespolizei). Dit soort controles wordt nog steeds steekproefsgewijs gehouden tussen de stations Duisburg en Arnhem of soms ook tussen Arnhem en Utrecht.

### Reistijd Arnhem - Emmerik
Door de veranderde dienstregeling was de reistijd tussen Arnhem en Emmerik zeer sterk gestegen. ICE-treinen uit de richting Arnhem stoppen niet meer in Emmerik, maar pas in Oberhausen. Daarvandaan moesten reizigers met een regionale trein terugreizen naar Emmerik. Deze reis per trein Arnhem-Emmerik duurde geruime tijd anderhalf uur (terwijl 18 minuten mogelijk is) en is door de langere te betalen reisweg veel duurder geworden. Voor de tegenrichting (Emmerik-Arnhem) geldt dezelfde procedure. Als alternatief werd aanbevolen met trein en bus via Nijmegen te reizen wat met de snelste verbinding 1 uur en 34 minuten duurt. Een sneller alternatief was per trein naar Zevenaar en vandaar met een buurtbus naar Elten en vandaar per NIAG bus naar Emmerik, wat met de snelste verbinding 1 uur en 12 minuten duurt. Deze verbinding bestaat niet in de avonduren en het weekeinde. Ook kan men per trein naar Doetinchem reizen, met de bus naar 's-Heerenberg en vandaar per bus naar Emmerik wat met de snelste verbinding 1 uur en 24 minuten duurt. Deze verbinding bestaat niet in de avonduren en op zondag. 
Omdat er sinds 2000 geen acceptabele treinverbinding meer bestond tussen de Euregionale buursteden Arnhem en Emmerik werd na 17 jaar besloten de verbinding terug te laten keren. Vanaf 6 april 2017 is de situatie sterk verbeterd en is de reistijd teruggebracht tot 22 minuten doordat er elk uur vanuit Arnhem een rechtstreekse stoptrein van Abellio Rail NRW naar Dusseldorf is gaan rijden. Deze treinen doen ook Zevenaar aan waardoor de reistijd maar 4 minuten langer is dan voorheen. Sinds 2019 is ook station Elten heropend. Groot voordeel is dat er naast het duurdere internationaal ticket (zonder ICE-toeslag) van en naar Nederland gebruik kan worden gemaakt van het zogenaamde VRR-Verbundtarif waarbij bij keuze van Preisstufe D in het gehele VRR gebied kan worden overgestapt op alle regionale treinen, trams en bussen. Sinds 2022 wordt de treindienst uitgevoerd door VIAS GmbH.

### Varia
Emmerik was, met de vanwege de locwissel noodzakelijke stop, op snelle en comfortabele wijze te bereiken vanuit het westen van Nederland en vanuit Düsseldorf, München, Bazel en Milaan. De plaats Emmerik had daarmee als bekend grensstation een zekere 'internationale flair'. Er stoppen enkel regionale treinen, die vanaf 6 april 2017 weer een internationaal karakter kregen.

## Venlo

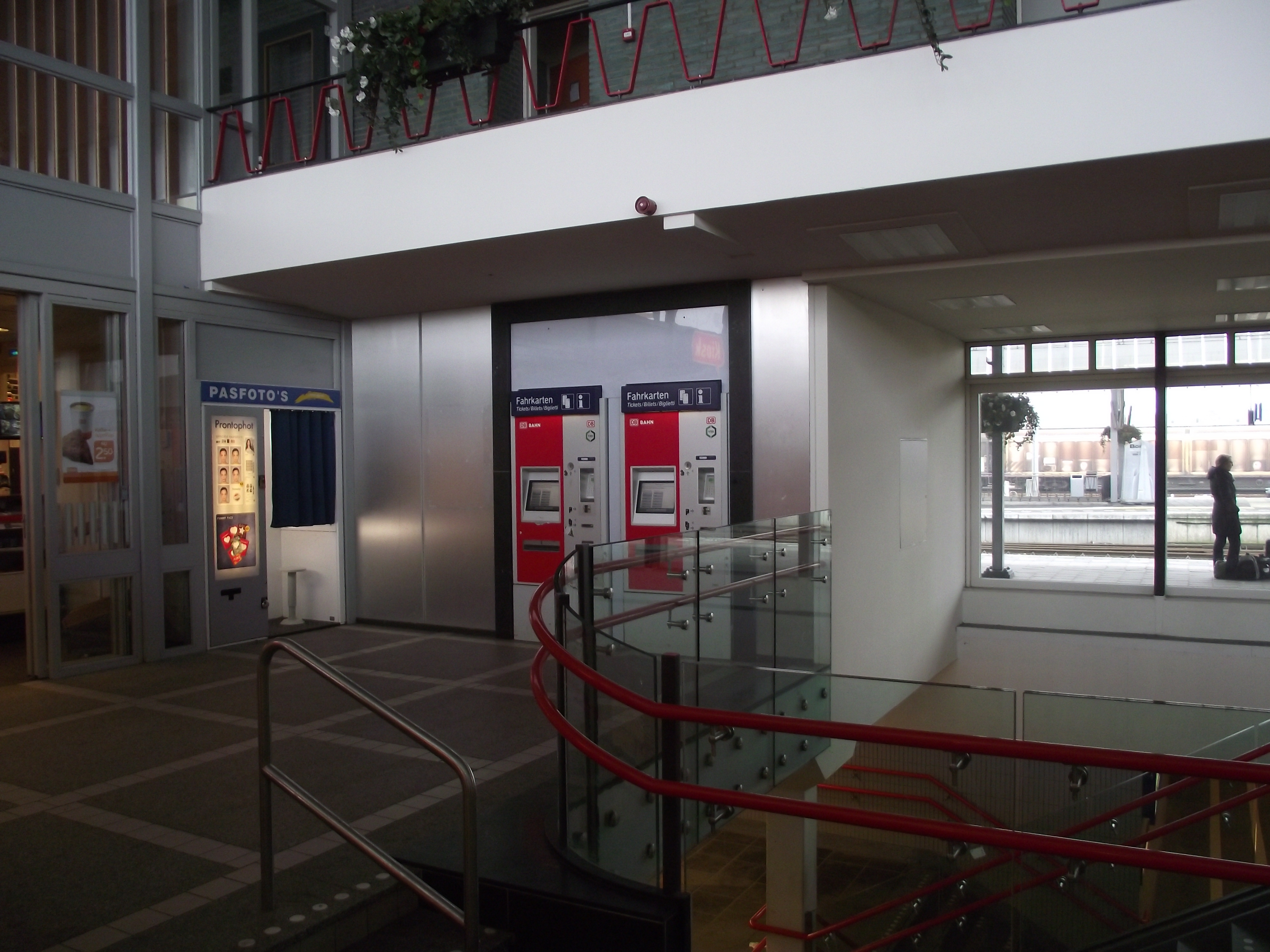
DB automaten in het station van Venlo waar Duitse vervoersbewijzen te koop zijn.

Vroeger reed er een internationale buurlandtrein Den Haag - Keulen.  Deze trein is vervangen door een overstap in Venlo op de Duitse RE 13 richting Hamm via Düsseldorf, Wuppertal en Hagen. Met een overstap in Mönchengladbach kan alsnog Keulen bereikt worden.

## Euregio
Verschillende overheidsinstanties zoals Euregio-organisaties zetten zich in voor het tezamen groeien van grensregio's. 
In de grensstreek tussen Heerlen en Aken wordt een grensoverschrijdende treinverbinding onderhouden. Sinds 1992 ter vervanging van de spoorlijn uit Maastricht aanvankelijk door NS, maar later door de Euregiobahn. Elk uur rijdt de  Drielandentrein vanuit Luik-Guillemins, Maastricht, Heerlen via Landgraaf en Herzogenrath naar Station Aken. Vanuit dit station werd voorheen onder de vlag van de Euregiobahn doorgereden naar Stolberg. Voor toeristen reed er op zon- en feestdagen een treinpaar vanuit Heerlen naar Heimbach in de Eifel.

## Maastricht - Luik
Er is een speciaal Belgisch binnenlands tarief, naast de normale internationale vervoersbewijzen, voor het vervoer van en naar Maastricht vanuit België. Deze vervoerbewijzen zijn in Nederland alleen in Maastricht te koop. De verbinding wordt verzorgd door de Belgische spoorwegen onder de exploitatievergunning van de NS, waardoor het een "NS" treindienst is op Nederlands grondgebied. Sinds 30 juni 2024 wordt de verbinding gereden met speciaal aangepaste treinstellen van Arriva. Technisch is de lijn sinds de volledige elektrificatie in 1985 met Belgische railbeveiliging en Belgische spanning van 3000 volt op de bovenleiding uitgerust tot de spanningssluis 2,5 kilometer ten zuiden van Randwyck, ter hoogte van De Karosseer. De Belgische treinen kunnen, zij het op halve kracht, onder de Nederlandse spanning rijden maar de treinen van Arriva kunnen niet onder de Belgische spanning rijden, behalve de speciaal aangepaste treinen. Eerder was er in de zomer in het weekeinde een trein die doorreed naar de Belgische Ardennen en Luxemburg, de Ardennen Express.

## Andere verbindingen

### Opheffingen

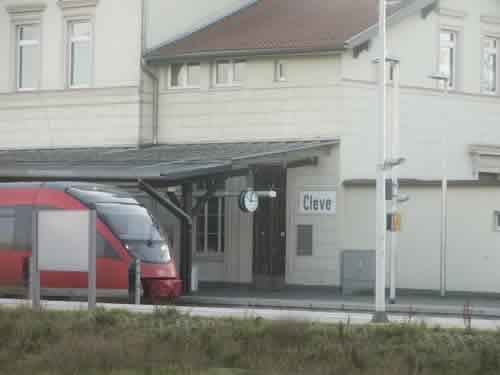
Station Kleef, 2006

In de jaren tachtig en negentig zijn er verscheidene grensoverschrijdende treinverbindingen opgeheven. 
- In 1981 de spoorlijn Enschede - Gronau (waarop nog slechts één treinpaar per dag reed)
- In 1991 de spoorlijn Nijmegen - Kleef
- In 1992 de spoorlijn Maastricht - Simpelveld - Aken. Hiervoor kwam de verbinding via Heerlen en Herzogenrath in de plaats.

### Uitbreidingen
- Op de spoorlijn Groningen - Leer, waar eerder slechts 2 of 3 maal per dag een trein reed, bestaat een uurdienst. Door de aanvaring met de Friesenbrucke is de treindienst langdurig ingekort tot Weener met aansluitende busdienst naar Leer.

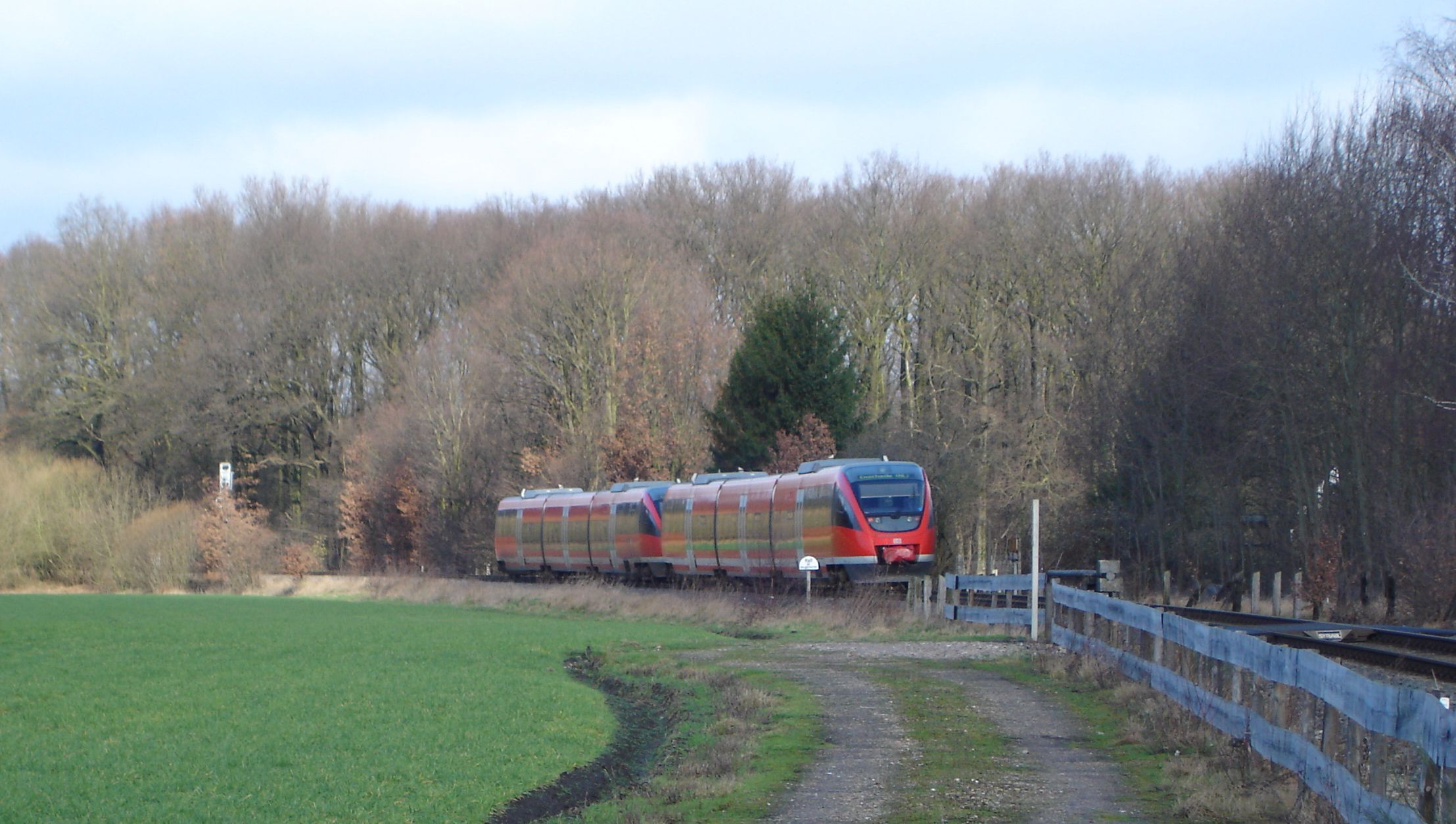
Euregiobahn Münster - Enschede

- In Twente en Westfalen is de treinverbinding Enschede - Gronau (- Münster/Dortmund) in 2001 met succes opnieuw in gebruik genomen.
- Vanaf 14 januari 2018, een maand later dan voorzien, werd de bestaande RB Bielefeld - Bad Bentheim elk uur doorgetrokken naar Hengelo. Deze aanbesteding is gewonnen door Keolis en de treindienst wordt uitgevoerd onder de naam eurobahn.

### Testprojecten
- Tussen Arnhem, Zevenaar en Emmerik is een van overheidswege gesubsidieerd testproject gedaan, uitsluitend in het weekend; 's morgens twee keer en 's avonds twee keer. De bedoeling was om de belangstelling te meten. Dit project werd voortijdig beëindigd. Er werd geconstateerd dat het gebrek aan belangstelling mede veroorzaakt werd door de matige bekendheid bij de reizigers en het geringe aantal ritten en ongunstige vertrektijden.
- Sinds eind 2010 exploiteerde Syntus de Grensland Express. Een trein van het type DM 90 verzorgde een uurdienst tussen de stations Hengelo, Oldenzaal en Bad Bentheim. Dit ging een proefperiode van 3 jaar, kaartjes konden alleen in de trein worden gekocht. De verbinding werd eind 2013 opgeheven, wegens een te gering aantal reizigers.[1]